# Atchinsk
Atchinsk (en russe : Ачинск) est une ville du kraï de Krasnoïarsk, en Russie, dans le sud de la Sibérie. Sa population s'élevait 106 029 habitants en 2015.

## Histoire
Les Cosaques fondèrent Atchinsk en 1683 pour défendre un point de passage sur la rivière Tchoulym. Le statut de ville lui fut accordé en 1782. Elle prit de l'importance avec la construction du chemin de fer Transsibérien, devenant un centre de négoce important avec la Chine. Son développement ultérieur est en partie dû à la mise en exploitation des gisements de lignite des environs et à sa position de carrefour. En 1930, les environs d'Atchinsk furent les premiers lieux de déportation des paysans durant la campagne de dékoulakisation.

## Population
Recensements (*) ou estimations de la population
| 1856  | 1897* | 1926*  | 1931   | 1939*  |
| ----- | ----- | ------ | ------ | ------ |
| 2 300 | 6 699 | 18 000 | 18 800 | 32 484 |

| 1959*  | 1970*  | 1979*   | 1989*   | 2002*   |
| ------ | ------ | ------- | ------- | ------- |
| 50 323 | 97 001 | 116 854 | 121 572 | 118 744 |

| 2006    | 2010*   | 2013    | 2014    | 2015    |
| ------- | ------- | ------- | ------- | ------- |
| 112 729 | 109 155 | 107 583 | 106 502 | 106 029 |

## Économie
Les principaux employeurs sont une usine de production d'alumine et une raffinerie de pétrole.

## Transports
La ville est un nœud de communications. Elle est desservie par le Transsibérien (kilomètre 3914 depuis Moscou) et se trouve sur la route nationale M51 Novossibirsk – Irkoutsk. C'est à Atchinsk que se débranche la route desservant la république de Khakassie. Deux voies ferrées secondaires partent d'Atchinsk : l'une dessert la région située au nord d'Atchinsk pour le transport du bois, la seconde relie Abakan, la capitale de la Khakassie.
Atchinsk est équipée depuis 1967 d'un réseau de tramway comportant trois lignes.
La ville dispose d'un port fluvial et d'un aéroport, l'aéroport d'Atchinsk (en).

## Personnalités
Svetlana Masterkova (1968-), championne olympique du 800 et du 1500 m en 1996.

## Géographie
Atchinsk est située sur la rive droite de la rivière Tchoulym, affluent de l'Ob, dans une région de taïga vallonnée et parsemée de lacs. Elle se trouve à 162 km à l'ouest de Krasnoïarsk et à 3 211 km à l'est de Moscou.

### Climat
| Mois                                        | jan.       | fév.       | mars       | avril      | mai        | juin      | jui.      | août      | sep.     | oct.       | nov.       | déc.       | année      |
| ------------------------------------------- | ---------- | ---------- | ---------- | ---------- | ---------- | --------- | --------- | --------- | -------- | ---------- | ---------- | ---------- | ---------- |
| Température minimale moyenne (°C)           | −18,3      | −15,5      | −9         | −1,1       | 5,3        | 11,7      | 14,1      | 11,8      | 5,6      | −0,7       | −10,5      | −16,1      | −1,9       |
| Température moyenne (°C)                    | −15,3      | −12,2      | −5,1       | 3,1        | 10,4       | 16,8      | 19        | 16,2      | 9,4      | 2,2        | −7,6       | −13        | 2          |
| Température maximale moyenne (°C)           | −11,7      | −8         | −0,5       | 8,4        | 16,7       | 22,9      | 24,7      | 21,9      | 14,6     | 6,2        | −4,2       | −9,5       | 6,8        |
| Record de froid (°C) date du record         | −59,9 1931 | −45,4 1931 | −42,1 1932 | −27,9 1963 | −19,2 1903 | −3,8 1937 | −0,5 1901 | −2,8 1935 | −10 1954 | −34,1 1901 | −45,8 1902 | −48,3 1930 | −59,9 1931 |
| Record de chaleur (°C) date du record       | 4,8 1948   | 6 1987     | 16,5 1989  | 29 2020    | 34,8 2004  | 35,3 1969 | 37,2 1901 | 34,1 1929 | 31 1966  | 24,2 1946  | 13,8 2001  | 6,1 1999   | 37,2 1901  |
| Précipitations (mm)                         | 17         | 14         | 16         | 25         | 42         | 64        | 59        | 70        | 52       | 40         | 34         | 29         | 462        |
| Record de pluie en 24 h (mm) date du record | 11 2021    | 12 1955    | 11 2013    | 18 2007    | 51 1965    | 83 1938   | 66 1960   | 62 1988   | 33 1908  | 22 1902    | 19 1994    | 17 1903    | 83 1938    |

| Diagramme climatique                                  |           |          |           |           |            |            |            |           |           |             |             |
| J                                                     | F         | M        | A         | M         | J          | J          | A          | S         | O         | N           | D           |
| −11,7−18,317                                          | −8−15,514 | −0,5−916 | 8,4−1,125 | 16,75,342 | 22,911,764 | 24,714,159 | 21,911,870 | 14,65,652 | 6,2−0,740 | −4,2−10,534 | −9,5−16,129 |
| Moyennes : • Temp. maxi et mini °C • Précipitation mm |           |          |           |           |            |            |            |           |           |             |             |